# San Ramón, San Felipe
San Ramón är en ort i Mexiko.   Den ligger i kommunen San Felipe och delstaten Guanajuato, i den centrala delen av landet, 300 km nordväst om huvudstaden Mexico City. San Ramón ligger 2 140 meter över havet och antalet invånare är 101.
Terrängen runt San Ramón är platt åt sydost, men åt nordväst är den kuperad. Terrängen runt San Ramón sluttar österut. Runt San Ramón är det ganska glesbefolkat, med 31 invånare per kvadratkilometer. Närmaste större samhälle är San Felipe, 6,8 km nordost om San Ramón. Trakten runt San Ramón består i huvudsak av gräsmarker.